# Dzalisi
Dzalisi (gruzinsko ძალისი, Dzalisi) je zgodovinska vas v dolini Mukrani v Gruziji, oddaljena približno 50 km od Tbilisija in 20 km od Mcheta.
Ptolemaj (90-168 n. št.) v svoji Geografiji (§ 10, 3) omenja Dzalisi (grško Ζάλισσα, Zalissa) kot eno od glavnih mest Iberije, starodavnega Gruzinskega kraljestva. 
Arheološka izkopavanja so odkrila ostanke štirih palač in kopališč s hipokavstom, akropolo, kopalni bazen, upravni del mesta, vojašnice, sistem oskrbe z vodo in pokopališča. V eni od vil so odkrila bogate talne mozaike, ki skupaj z mozaiki v Bičvinti spadajo med daleč najstarejše na Kavkazu. Po slogu sodeč je bil najlepši  mozaik v Dzalisiju izdelan okoli leta 300. V središču mozaika sta Ariadna in Dioniz na banketu.